# Марк Метилий (народный трибун 217 года до н. э.)
Марк Мети́лий (лат. Marcus Metilius; III век до н. э.) — римский политический деятель, народный трибун в 217 году до н. э. Находясь на должности, критиковал медлительную тактику диктатора Квинта Фабия Максима, воевавшего с Ганнибалом. Марк Метилий добился уравнения в правах с диктатором его начальника конницы Марка Минуция Руфа, но тот позже добровольно подчинился Максиму.
В 212 году до н. э., когда Ганнибал уничтожил две римских армии (в Лукании и в Апулии, при Гердонии), сенат направил Марка Метилия вместе с эдилицием Гаем Леторием к консулам, осаждавшим Капую, с приказом «собрать остатки двух войск, чтобы солдаты с отчаяния и страха не сдались врагу». О дальнейшей судьбе Марка ничего не известно.